# Swee Lay Thein

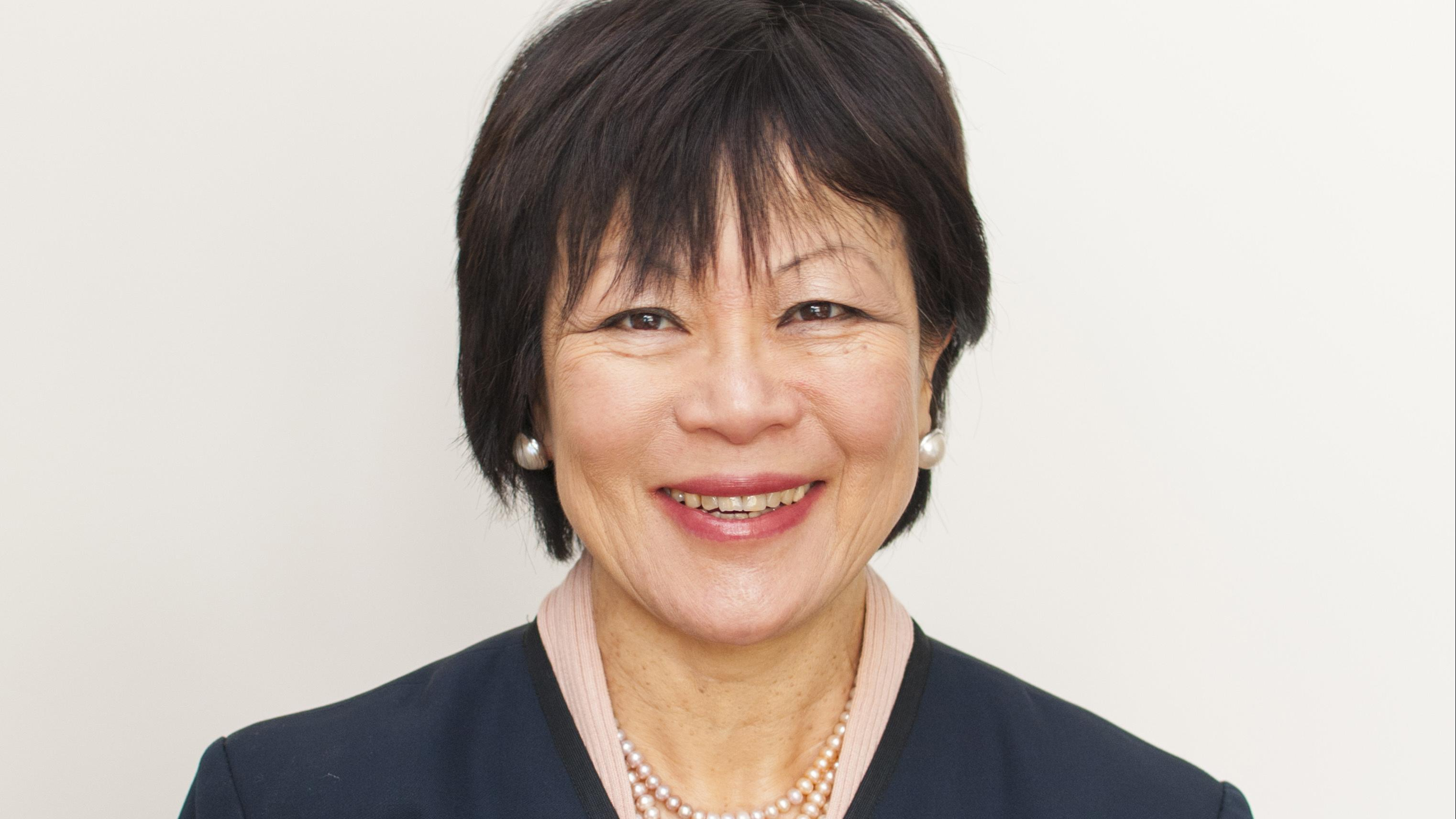
Swee Lay Thein (2019)

Swee Lay Thein (* 1952 in Kuala Lumpur, Föderation Malaya [heute Malaysia]) ist eine Hämatologin am National Heart, Lung, and Blood Institute (NHLBI), einer Einrichtung der National Institutes of Health der Vereinigten Staaten.

## Leben und Wirken
Swee Lay Thein erwarb 1975 an der Universität Malaya einen Bachelor als Abschluss des Medizinstudiums. Ihre klinische Ausbildung und Tätigkeit als Fachärztin für Hämatologie absolvierte sie im Vereinigten Königreich unter anderem an der U.K. Royal Postgraduate Medical School, Hammersmith, und am Royal Free Hospital, London. Seit 1982 war sie an der Einrichtung des Medical Research Council für Molekulare Hämatologie in Oxford.
Im Jahr 2000 erhielt Thein eine Professur für Molekulare Hämatologie am King’s College London und wurde Direktorin der Abteilung für Erkrankungen der Erythrozyten am King’s College Hospital NHS Foundation Trust. Von 2004 bis 2010 war sie zusätzlich Leiterin der Abteilung für Gentherapie und zellbasierte Therapie am King’s College. Am NHLBI ist Thein seit 2015 Leiterin der Abteilung zur Erforschung der Sichelzellanämie.
Thein konnte wesentliche Beiträge zur Aufklärung des Wechsels vom fetalen Hämoglobin (HbF) zum adulten Hämoglobin leisten. Ihre Arbeiten sind Grundlage einer potentiellen Gentherapie zur Behandlung der Sichelzellanämie mittels Aktivierung des BCL11A-Gens. Weitere Arbeiten befassen sich mit Versuchen, die Bildung der Fibrillen des Sichelzell-Hämoglobins HbS medikamentös zu hemmen und mit der Thalassämie.
2003 wurde Thein in die britische Academy of Medical Sciences gewählt. 2024 erhielt sie gemeinsam mit Stuart H. Orkin den mit 1,2 Millionen US-Dollar dotierten Shaw Prize. 2025 wurde sie zum Mitglied der Royal Society gewählt.
Thein hat laut Datenbank Scopus einen h-Index von 72 (Stand Juli 2025). Sie gehörte beziehungsweise gehört zu den Herausgebern der Fachzeitschriften Blood, Pathology, Annals of Haematology, Haemoglobin und American Journal of Hematology.